# Torre de Penegate
La Torre de Penegate es una torre cuadrangular construida por Mem Rodrigues de Vasconcelos en granito en el año 1360. Está ubicada en Vila Verde, en Portugal. No está anexado a ningún tipo de edificio residencial, ya que se previó para casos de necesidad y no como vivienda.